# Agnieszczyn
Agnieszczyn (niem. Agnesenhof) – dawna osada w Polsce położona w województwie opolskim, w powiecie krapkowickim, w gminie Krapkowice. Historycznie leży na Górnym Śląsku, na ziemi prudnickiej. Znajduje się na pograniczu powiatów prudnickiego i krapkowickiego, sołectw Kórnica, Nowe Kotkowice i Rozkochów.

## Nazwa
Niemiecką nazwą folwarku było Agnesenhof. 1 października 1948 r. nadano miejscowości, wówczas administracyjnie związanej z Kórnicą i należącej do powiatu prudnickiego, polską nazwę Agnieszczyn. Nazwę zniesiono 1 stycznia 2021 r. Wśród lokalnej ludności funkcjonuje nazwa Agnyszów.

## Historia

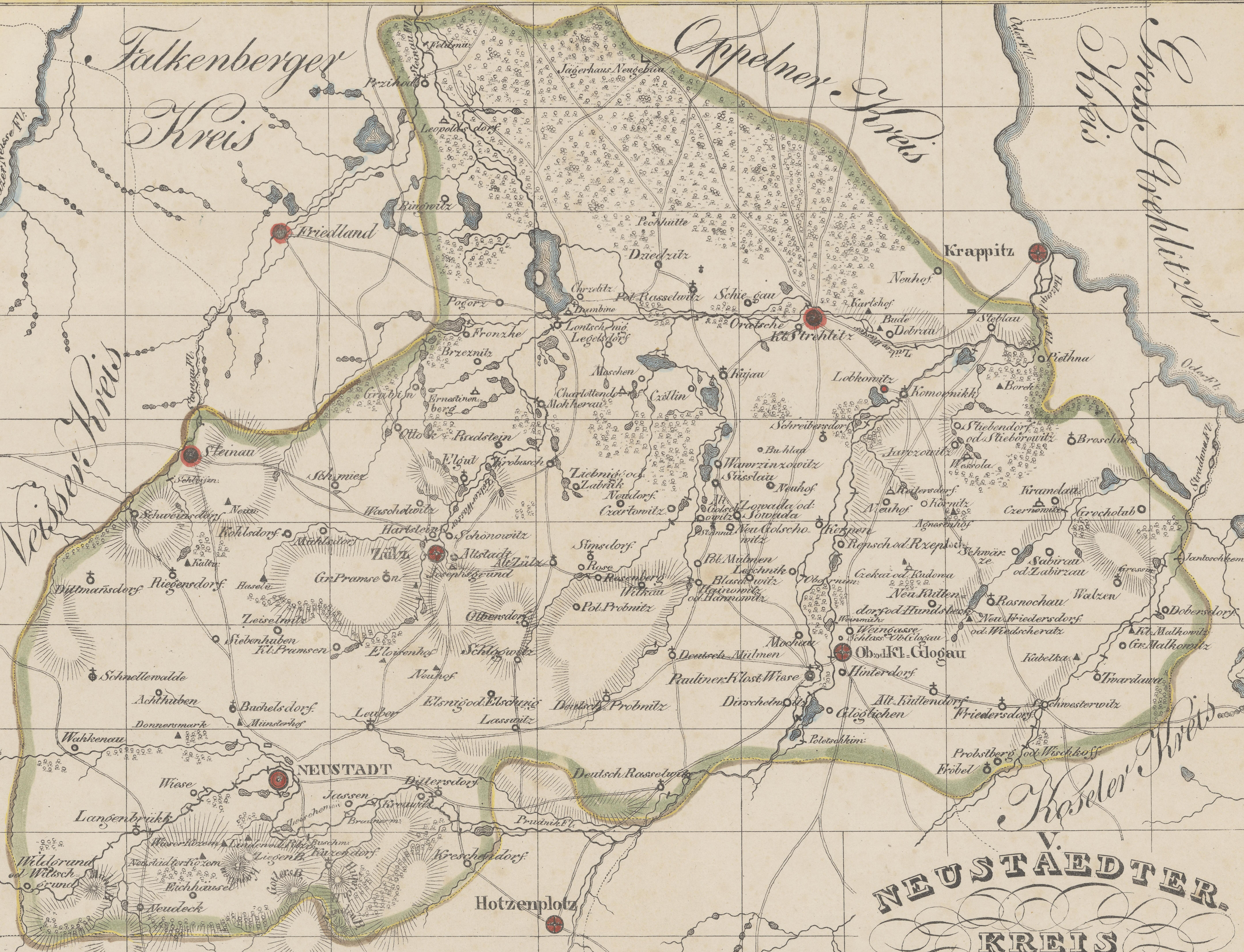
Agnieszczyn (Agnesenhof) wśród miejscowości ziemi prudnickiej na mapie z XIX wieku

Gospodarstwo Agnieszczyn zostało wzniesione przez ród Seherr-Thossów z Dobrej. Miało ono zostać zbudowane przez Ernsta von Seherr-Thoss na cześć swojej żony baronowej Agnes Leopoldine Kasimiere von Loen (1783–1832). Było otoczone ziemią uprawną i ogrodami oraz 39 morgami łąk. Na początku XIX wieku w folwarku hodowano: 34 konie, 91 byków, 3200 owiec i 8 świń. Do majątku należał młyn. Agnieszczów zamieszkany był przez robotników najemnych i ich rodziny.
5 marca 1934 Agnieszczyn został kupiony przez Hansa von Oppersdorff z Głogówka. W 1939 majorat Głogówka sprzedał Agnieszczyn parafii w Głogówku za 3000 marek, a wybrane parcele i ziemie oddał w dzierżawę lub na własność gospodarzom z Nowych Kotkowic.
W spisie gromad i miejscowości w powiecie prudnickim na dzień 1 stycznia 1953 wymieniono Agnieszczyn jako przysiółek Kórnicy pod nazwą Agnieszów. Współczesnym właścicielem zabudowań Agnieszczyna jest Stadnina Koni w Mosznej. Część zabudowań zajmują zwierzęta hodowlane.

## Bezpieczeństwo
Do 1998 bezpieczeństwo pożarowe w Agnieszczynie było nadzorowane przez Komendę Rejonową PSP w Prudniku.
Miejscowość jest pod opieką dzielnicowego rejonu służbowego nr 6 Komendy Powiatowej Policji w Krapkowicach.